# Heorhij Łeonczuk
Heorhij Łeonczuk (ukr. Георгій Ігорович Леончук, ur. 24 maja 1974 w Poczdamie) – ukraiński żeglarz sportowy, srebrny medalista olimpijski z Aten.
Brał udział w trzech igrzyskach (IO 00, IO 04, IO 08). W 2004 zajął drugie miejsce w klasie 49er. Płynął z nim Rodion Łuka. W 2005 byli mistrzami świata, w 2001, 2003 i 2008 zdobywał brąz tej imprezy. W 2000 był brązowym medalistą mistrzostw Europy.